# Anonychia violacea
Anonychia violacea là một loài bướm đêm trong họ Geometridae.